# Fredrik Nilsen
Fredrik Nilsen (Lørenskog, 23 marzo 1988) è un giocatore di calcio a 5 e calciatore norvegese, difensore del Kongsvinger e difensore del Fu/Vo.

## Carriera

### Calcio a 5
Nilsen gioca con la maglia del Kongsvinger. Dal 2010 al 2015, la squadra ha giocato nella Futsal Eliteserie, retrocedendo al termine di quest'ultimo campionato.

### Calcio

#### Club

##### Ullensaker/Kisa e Kongsvinger
Nilsen ha cominciato la carriera con la maglia dell'Ullensaker/Kisa. Nel 2007 è stato ingaggiato dal Kongsvinger, per cui ha esordito in 1. divisjon in data 22 luglio, subentrando a Magnus Sylling Olsen nella vittoria interna per 3-0 sull'Hønefoss. L'8 giugno 2008 ha segnato la prima rete in squadra, nel successo per 4-3 sul Sogndal. È rimasto in squadra per un triennio, totalizzando 36 presenze e 2 reti tra tutte le competizioni.

##### Strømmen
Nel 2010 è passato allo Strømmen. Ha esordito in squadra il 25 aprile 2010, schierato titolare nella sconfitta per 2-0 arrivata sul campo del Bodø/Glimt. Il 22 agosto ha segnato il primo gol, nella vittoria per 2-0 sul Sandnes Ulf. Nel campionato 2013 ha potuto giocare poco poiché tormentato dagli infortuni. Il 23 gennaio 2014 ha rinnovato il contratto che lo legava al club per un'ulteriore stagione. Il 4 dicembre 2014 ha prolungato il contratto che lo legava allo Strømmen fino al 2016.

#### Nazionale
Nilsen ha rappresentato la Norvegia a livello Under-16, Under-17 e Under-18.

## Statistiche

### Presenze e reti nei club
Statistiche aggiornate al 16 marzo 2018.
| Stagione           | Club               | Campionato         | Campionato | Campionato | Coppe nazionali | Coppe nazionali | Coppe nazionali | Coppe continentali | Coppe continentali | Coppe continentali | Supercoppe | Supercoppe | Supercoppe | Totale | Totale |
| Stagione           | Club               | Comp               | Pres       | Reti       | Comp            | Pres            | Reti            | Comp               | Pres               | Reti               | Comp       | Pres       | Reti       | Pres   | Reti   |
| ------------------ | ------------------ | ------------------ | ---------- | ---------- | --------------- | --------------- | --------------- | ------------------ | ------------------ | ------------------ | ---------- | ---------- | ---------- | ------ | ------ |
| 2006               | Ullensaker/Kisa    | 2D                 | ?          | ?          | CN              | ?               | ?               | -                  | -                  | -                  | -          | -          | -          | ?      | ?      |
| 2007               | Kongsvinger        | 1D                 | 10         | 0          | CN              | 1               | 0               | -                  | -                  | -                  | -          | -          | -          | 11     | 0      |
| 2008               | Kongsvinger        | 1D                 | 21         | 2          | CN              | 3               | 0               | -                  | -                  | -                  | -          | -          | -          | 24     | 2      |
| 2009               | Kongsvinger        | 1D                 | 1          | 0          | CN              | 0               | 0               | -                  | -                  | -                  | -          | -          | -          | 1      | 0      |
| Totale Kongsvinger | Totale Kongsvinger | Totale Kongsvinger | 32         | 2          |                 | 4               | 0               |                    | -                  | -                  |            | -          | -          | 36     | 2      |
| 2010               | Strømmen           | 1D                 | 24         | 1          | CN              | 2               | 0               | -                  | -                  | -                  | -          | -          | -          | 26     | 1      |
| 2011               | Strømmen           | 1D                 | 20         | 0          | CN              | 2               | 0               | -                  | -                  | -                  | -          | -          | -          | 22     | 0      |
| 2012               | Strømmen           | 1D                 | 27         | 0          | CN              | 2               | 0               | -                  | -                  | -                  | -          | -          | -          | 29     | 0      |
| 2013               | Strømmen           | 1D                 | 5          | 0          | CN              | 0               | 0               | -                  | -                  | -                  | -          | -          | -          | 5      | 0      |
| 2014               | Strømmen           | 1D                 | 15         | 0          | CN              | 3               | 0               | -                  | -                  | -                  | -          | -          | -          | 18     | 0      |
| 2015               | Strømmen           | 1D                 | 6          | 0          | CN              | 2               | 0               | -                  | -                  | -                  | -          | -          | -          | 8      | 0      |
| 2016               | Strømmen           | 1D                 | 4          | 0          | CN              | 3               | 0               | -                  | -                  | -                  | -          | -          | -          | 7      | 0      |
| Totale Strømmen    | Totale Strømmen    | Totale Strømmen    | 101        | 1          |                 | 14              | 0               |                    | -                  | -                  |            | -          | -          | 115    | 1      |
| 2017               | Fu/Vo              | 3D                 | 23         | 1          | CN              | 1               | 0               | -                  | -                  | -                  | -          | -          | -          | 24     | 1      |
| 2018               | Fu/Vo              | 4D                 | 0          | 0          | CN              | 0               | 0               | -                  | -                  | -                  | -          | -          | -          | 0      | 0      |
| Totale Fu/Vo       | Totale Fu/Vo       | Totale Fu/Vo       | 23         | 1          |                 | 1               | 0               |                    | -                  | -                  |            | -          | -          | 24     | 1      |
| Totale             | Totale             | Totale             | 156+       | 4+         |                 | 19+             | 0+              |                    | -                  | -                  |            | -          | -          | 175+   | 4+     |